# Sushy

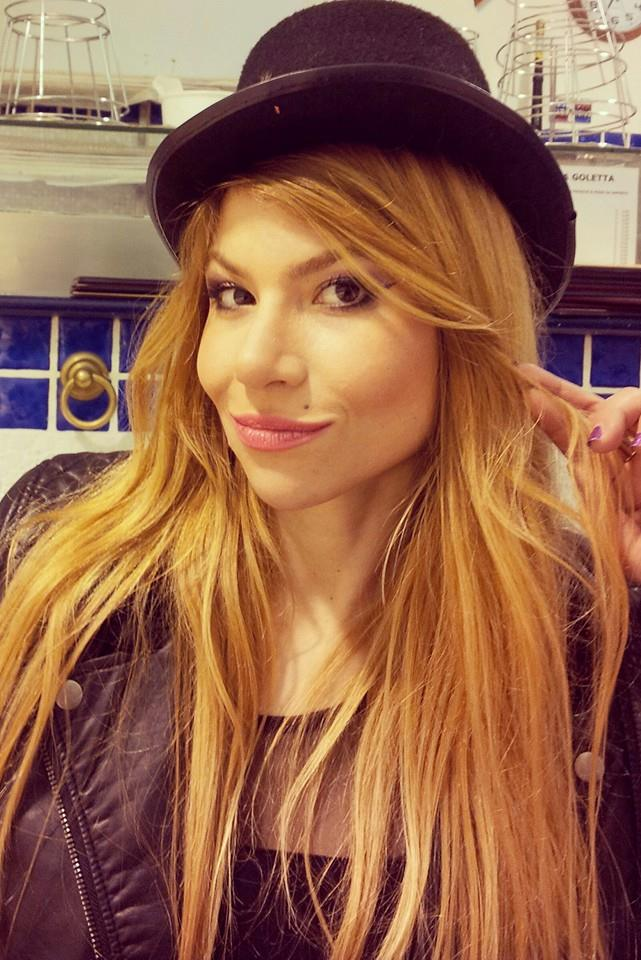
Sushy im Jahr 2014

Sushy (* 27. Januar 1981 in Mailand) als Susanna Rosaria Galimi ist eine italienische Eurodance-Sängerin und Songwriterin.

## Leben und Karriere
Als Tochter eines US-amerikanischen Vaters, der sich für Jazz begeisterte, und einer italienischen Mutter, die eine Leidenschaft für Klavier hatte, begann Susanna Rosaria Galimi bereits mit 5 Jahren Klavier zu lernen und nahm im Alter von 6 Jahren an der Fernsehsendung TeleMike unter der Leitung von Mike Bongiorno teil. Mit 13 Jahren lernte sie das Komponieren von Musik auf der Gitarre und mit 17 Jahren gründete sie mit Cristiano Cesario ihre erste Rock-Cover-Band. Später trat sie dem Chor von Maestro Alberto Meloni bei und trat am Teatro Nuovo in Mailand im Musical Jesus Christ Superstar, nach der gleichnamigen Rockoper von Tim Rice und Andrew Lloyd Webber, unter der Regie von Massimo Romeo Piparo, mit Sänger Carl Anderson und Amii Stewart auf.
2003 gründete sie die „Sushy Band“ mit Cesario an der Gitarre, Antonio Fusco am Schlagzeug und mit dem Gitarristen Osvaldo Di Dio.
2008 begann ihre Zusammenarbeit mit Ben Dj und Melodica Records: sie schrieb gemeinsam mit Cristiano Cesario Songs und sang die Single Me and Myself, die die Spitze der internationalen Charts erreichte (5. Platz in den US Billboard Dance Charts, 2. Platz in den World Dance Charts). Das von DJ Wolfgang Gartner remixte Stück ist in der Zusammenstellung der internationalen Tanzszene als Annual Compilation und Pacha Compilation enthalten.
Sie nahm an der vierten Ausgabe der Energy 92.7 Anniversary Blast in San Francisco teil, zusammen mit dem ehemaligen Mitglied von Destiny’s Child, Michelle Williams, Cyndi Lauper und Lady Gaga. Später im selben Jahr wurde der Videoclip von Me and Myself unter der Regie von Maki Gherzi gedreht.
Mitte 2009 wurde das Album Faccio quello ke voglio in italienischer Sprache veröffentlicht; zu der ersten Single Piove entstand ein Videoclip unter der Regie von Gaetano Morbioli mit Beteiligung von Francesco Facchinetti und di Faso Elio e le Storie Tese. Galimi nahm auch an Auditions der TV-Show X Factor teil. Im selben Jahr interpretierte sie das Cover Grease in einer Tanzversion in Zusammenarbeit mit DAB (Diego Abaribi) neu. Sie schrieb und interpretierte Sorry in Zusammenarbeit mit Ben Dj, der dann vom DJ Erick Morillo für die Kompilation Subliminal Session ausgewählt wurde. Ende des Jahres arbeitete sie am Album von Alina und Basshunter mit.
Für einen Werbespot von Calzedonia nahm sie das Lied Sorelle d'Italia mit Francesco Vitaloni auf, eine überarbeitete Version der italienischen Hymne, die nach ersten Fernsehsendungen in den Netzwerken Rai und Mediaset (12. Oktober 2009) zu Kontroversen und einer parlamentarischen Debatte führte. Die Ausstrahlung des Werbespots wurde am folgenden 18. November eingestellt. Galimi arbeitete mit Flavio Premoli zusammen, um das Stück Falling zu realisieren, dem sie ihr Stimme verlieh und das in den Soundtrack von Occhio a quei due mit Ezio Greggio und Enzo Iacchetti aufgenommen wurde.
Seit Ende 2009 veröffentlicht sie Kooperationen mit verschiedenen DJs unter dem Pseudonym Susan Tyler.
2010 schrieb und spielte sie gemeinsam mit Ben Dj die Single Smile und nahm den Titelsong für die TV-Sendung Ciao Darwin auf. Die von ihr komponierte und interpretierte Single The Mistress, welche in Zusammenarbeit mit Ben Dj & TT Orchestra entstand, gelangte auf Platz 14 der Beatport House Charts und in die Charts von BBC Radio 1.
Galimi arbeitete mit dem englischen Rapper Trigga zusammen, um das von House Trained Records produzierte Lied Hardcore Uproar (Take Me Back) neu zu schreiben. Es wurde von einem Videoclip begleitet, der im Fernsehen von MTV UK und im Radio von Kiss FM und BBC 1 gesendet wurde. Sie war auch an DJ Bens Singles I'm in Love (November 2010) und Freedom Call (2011) als Sängerin beteiligt. Sie unterzeichnete einen Aufnahmevertrag mit Syr Gabriel Planet und mit Universal Music Group France.
2011 wurden zwei neue Singles für den französischen Markt veröffentlicht: Don't Kiss Me, Just Eat Me und Water (Teil der in Frankreich mit Platin ausgezeichneten Kompilation Zumba Fitness Dance Party). Galimi trat in Frankreich auf der Universal Music Conference in Paris bei Olympia auf. Die Single Jumpin 'Up (Jump) erschien Ende 2012 gleichzeitig in drei französischen Kompilationen (Fun Radio 100 Starfloor, Zumba fitness Dance Party2, M6 Hits 2013). Sie platzierte sich in den Top Five der „Fitness and workout charts“ in Frankreich und anderen europäischen Ländern wie Österreich, Schweiz, Deutschland, Luxemburg, Spanien, Polen sowie in Mexiko und Japan. Der Videoclip wurde auf MTV Italia und m2O Tv in der Vorschau gezeigt.
Am 23. Juni 2014 veröffentlichte sie die Single In the Water, in Zusammenarbeit mit dem Duo Buffering Inc., flankiert von einem in Puerto Rico gedrehten Videoclip. Im Sommer 2014 schrieb sie zusammen mit J-ART Keep on Fightin. Ende 2014 schrieb sie Songs für Mario Fargetta (Get Far), The Sweetheart, Ben Dj, Lollipop und Gretha Ellis & Monkeybeat.
Im März 2015 erschien nach der Aufnahme in London die Single Nerdy Boy in Italien in Zusammenarbeit mit dem amerikanischen Komponisten Roachie.

## Diskographie

### Studioalben
- 2009 – Faccio quello ke voglio (We Can! Records)
- 2014 – Remixes E.P.
- 2016 – Bass Ya Low with Sushy
- 2016 – Sweet & Sour

### Singles
- 2008 – Me & Myself (mit Ben Dj), EP, (Melodica S.r.l.)
- 2008 – Me and Myself Remixes (mit Ben Dj), EP, (Nervous Records)
- 2009 – Piove (We Can! Records)
- 2009 – Smile (mit Ben Dj)
- 2009 – Grease (mit DAB), EP, (Melodica S.r.l.)
- 2009 – Sorry (mit Ben Dj), EP, (Melodica S.r.l.)
- 2010 – I'm in Love (mit Ben Dj), (Melodica S.r.l.)
- 2011 – Together (feat. Trigga – Hardcore Uproar (Take Me Back), Clean edit), EP, (House Trained)
- 2011 – Wrong and Right (mit DAB), EP, (Melodica S.r.l.)
- 2011 – U Got The Love (mit DJ Ross), EP, (Ross S.r.l./Bang Record)
- 2012 – Water (Syr Gabryel Planet)
- 2012 – Wrong And Right (Dab & Provera Edit), Building Records
- 2013 – Jumpin' up (Jump), EP, (Ross S.r.l./Bang Record)
- 2014 – In the Water (mit Buffering Inc.), (Ross S.r.l./Bang Record)
- 2014 – Keep on Fightin‘ (mit J-ART), (Ross S.r.l./Bang Record) 2015
- 2015 – Nerdy Boy (Feat. Roachie), (Bang Record)
- 2019 – Circle (Feat. Paolo Pellegrino)
- 2019 – ‘74 – ‘75 (Feat. Paolo Pellegrino)
- 2020 – All Good Things (Come to an End) (feat. Paolo Pellegrino and NRD1)

## Soundtracks
- 2009 – Falling, lied für Occhio a quei due

## Musikvideos
- 2008 – Me & Myself (mit Ben Dj)
- 2009 – Piove
- 2009 – Grease (mit DAB)
- 2009 – Smile (mit Ben Dj)
- 2009 – Sorry (mit Ben Dj)
- 2010 – Hardcore Uproar (Take Me Back) (Clean edit) (mit Together feat. Trigga)
- 2011 – Wrong and Right (mit DAB)
- 2011 – U Got The Love (mit DJ Ross)
- 2011 – Don't Kiss, Just Eat Me
- 2012 – Water
- 2013 – Jumpin' up (Jump)
- 2014 – In the Water (mit i Buffering Inc.)
- 2014 – Keep on Fightin‘ (mit J-ART)

## Werbung
- Calzedonia (2009)
- Goldenpoint (2013)